# 恍惚 (1992年の映画)
『恍惚』（こうこつ、原題: Swoon） は1992年公開のアメリカ合衆国の映画。1924年に起きた「レオポルドとローブ事件」を基にしている。
ベルリン国際映画祭テディ賞、カリガリ映画賞受賞。ストックホルム国際映画祭FIPRESCI賞受賞。サンダンス映画祭撮影賞受賞。

## ストーリー
1920年代のシカゴ。共に裕福な家庭に生まれ育ち、恋人同士でもあったリチャードとネイサンは、日頃から悪さを重ねてはそれを楽しんでいた。やがて完全犯罪を計画した2人は、顔見知りの少年ボビーを誘拐する。

## キャスト
- クレイグ・チェスター：ネイサン・レオポルドJr.
- ダニエル・シュラケット：リチャード・ローブ
- ロン・ヴォーター：弁護士
- マイケル・カービー：刑事
- マイケル・スタン：医師
- ケン・ハワース：運転手
- ポール・コナー：ボビー・フランクス
- ナタリー・スタンフォード：スーザン